# Georges Rutten
Georgius Albertus Joannes Maria Rutten (ook nog pater dominicaan Ceslas Marie, pater Georges (Ceslas) Rutten of pater Rutten genaamd) (Dendermonde, 10 augustus 1875 - Brussel, 26 mei 1952) was een vooraanstaand figuur binnen de Christelijke Arbeidersbeweging in Vlaanderen en België tijdens de eerste helft van de 20ste eeuw. Hij bracht de versnipperde krachten tot één organisatie die hij dan verder uitbouwde. 

## Levensloop
Georges Rutten was de zoon van Joannes Carolus Rutten, afkomstig uit Limburg. Hij was ambtenaar en voormalig officier in het Belgisch leger. Zijn moeder, Maria Philippina Horta (ca. 1854-?), kwam uit de Gentse Franstalige burgerij. Zij huwden te Gent rond ca. 1874. Rutten groeide op in een familie die aandacht schonk aan de penibele situatie van de fabrieksarbeiders in de omgeving.

### Universitaire studies (1892-1900)

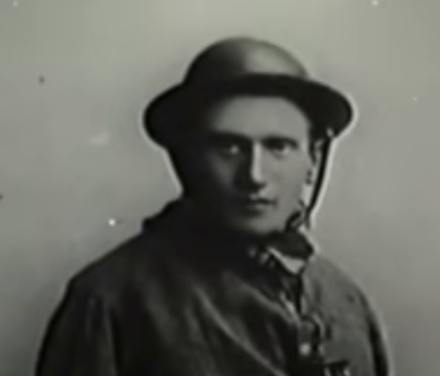
Pater Georges (Ceslas) Rutten o.p., de 'pater-mijnwerker' in mijnwerkersuitrusting (1899-1900).

Na zijn klassieke studiën (Grieks-Latijnse) aan het bisschoppelijk college van Dendermonde, trad hij op slechts vijftienjarige leeftijd op 19 september 1890 in bij het noviciaat van de dominicanen te La Sarte nabij Hoei. Daar wordt hij op 20 september 1891 geprofest. en kreeg de voornaam Ceslas. In 1892 ging hij filosofie en theologie studeren aan de Katholieke Universiteit Leuven. Rutten legt op 28 september 1894 te Leuven de plechtige geloften af. Hij werd priester gewijd op 24 februari 1898 en mocht (voor die tijd uitzonderlijk) van de overste van de Orde tezamen met zijn ordegenoot Jules Perquy (1870-1946) aan de School voor Politieke en Sociale wetenschappen van de Katholieke Universiteit Leuven studeren, waar hij les kreeg van Cyrille Van Overbergh, Victor Brants en Prosper Poullet, die alle drie een grote invloed uitoefenden op de Katholieke Arbeidersbeweging (KAB). Pater Rutten werd in het bijzonder door de lessen van Victor Brants, die gebaseerd waren op de methode van de socioloog Pierre Guillaume Frédéric le Play, beïnvloed. In 1900 behaalde hij aan de Katholieke Universiteit Leuven  het doctoraat Politieke en Sociale Wetenschappen op een proefschrift over de Waalse steenkoolmijnen en de stakingen aldaar ('Nos grèves houillères et l'action socialiste, d'après une enquête faite surplace'). Pater Rutten had van zijn generale overste de speciale toestemming gekregen een tijd in de steenkoolmijnen te werken voor de research voor zijn proefschrift en om het leven als mijnwerker aan den lijve te ondervinden. Daarom wordt hij ook wel de 'pater-mijnwerker' genoemd.

### Syndicale activiteit (1900-1914)

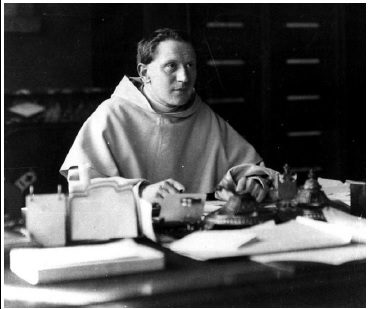
Pater Georges (Ceslas) Rutten o.p., 'de witte generaal', aan zijn schrijftafel (ca. 1910 ?).

Tijdens de zomer van 1900 (Deneckere, 2006) wordt Rutten in het kader van zijn vorming overgeplaatst naar het klooster van Gent. Deze stad was toen het verst gevorderd met de uitbouw van de arbeidersbeweging. Hij komt in contact met Gustaaf Eylenbosch, Arthur Verhaegen, René Debruyne en andere leidersfiguren die de weg al voorbereid hebben en waardoor Rutten's persoonlijke inbreng op dat moment zeer belangrijk is. Hij volgt het socialistische voorbeeld van solidariteit onder arbeiders dat in coöperatieven en vakbonden wordt bewerkt en gesmeed. Door zijn sociale bekommernis wijdde hij zijn aandacht vooral aan het oprichten van arbeiderssyndicaten die loon- en arbeidsvoorwaarden als prioriteit stellen. Hij beschouwde syndicale actie als een dienst aan de Kerk en als een vorm van priesterapostolaat. Pater Rutten begon vanaf 1903 aan de verdere uitbouw van de in Gent goed georganiseerde arbeidersbeweging, stichtte in dat jaar het Algemeen Secretariaat der Christelijke Beroepsverenigingen (pas 28 jaar oud) en vroeg eveneens datzelfde jaar op het congres van de Belgische Volksbond (waarvan hij vanaf 1910 bestuurslid was) dringend aandacht voor de ontwikkeling van een overkoepelend organisme voor de verschillende vakverenigingen of vakbonden. Deze evolueren tot een strijdmiddel dat tegen de werkgevers kan gebruikt worden, onder meer door stakingen indien nodig. Pater Rutten zal zelfs de steun krijgen van de bisschop van Gent Antoon Stillemans (1832-1916) en van de aartsbisschop van Mechelen Désiré-Joseph Mercier (1851-1926). Op 1 augustus 1904 stichtte hij tezamen met René Debruyne het Algemeen Secretariaat der Christelijke Beroepsverenigingen van België (ASCB) waar hij vanaf die datum algemeen secretaris was en waaruit in 1912 het ACV/CSC ontstond. Hij was de eerste nationale propagandist van de christelijke vakvereniging, en door zijn autoriteit, strijdlust en witte pij kreeg hij de naam 'de witte generaal'. Rutten verzekerde het ASCB van financiële steun en onder zijn impuls zou het dagblad 'Het Volk' uitgroeien tot het uithangbord van de christelijke arbeidersbeweging. In 1907 organiseerde hij een eerste Sociale Week. De plaatselijke organisatie en de coördinatie van de syndicale beweging werd vanuit het Algemeen Secretariaat gestuurd. In 1909 vestigde hij zich te Gent in de Sint-Jozefskring, die later de Sint-Antonius Vakschool werd in de Gentse Holstraat, waar een gedenkplaat werd aangebracht die zijn naam vermeldt. In hetzelfde jaar werd een Waalse en een Vlaamse confederatie van beroepsverenigingen opgericht. In 1912 volgde de fusie van deze beroepsverenigingen tot het Algemeen Christelijk Vakverbond met Gustaaf Eylenbosch als eerste voorzitter. Pater Rutten werd algemeen secretaris van het ACV/CSC (van 1912 tot 1919). Tot aan de Eerste Wereldoorlog bleef hij een zeer grote invloed uitoefenen op de ontwikkeling van de Christelijke Arbeidersbeweging (ACW), was bestuurslid van het Verbond der Sociale Priesterstudiekringen (vanaf 1908), was lid van de Internationale Vereniging voor Wettelijke Arbeidsbescherming en werd in 1912 voorzitter van het Algemeen Verbond der Studiekringen. Samen met Geloofsverdediging en de kapucijn Valerius Claes (1884-1958) richtte hij in 1913 te Brussel de Belgische Katholieke Documentatie op.

### Verblijf in Noord-Amerika, Canada en Engeland (1915-1916)
Tijdens de Eerste Wereldoorlog (1915) werd pater Rutten door kardinaal Désiré-Joseph Mercier uitgestuurd naar de Verenigde Staten en Canada om daar steun voor de Belgische bevolking te bekomen. Zijn opdracht was het werven van fondsen voor de financiële noden van de sociale werken in België. Tijdens de oorlog had Rutten bezet België clandestien verlaten en tijdens zijn verblijf in Noord-Amerika de Duitse inval publiek scherp veroordeeld. Omdat de oorlog langer duurde dan verwacht zat hij als persona non grata geblokkeerd in het buitenland, waardoor hij echter wel de gelegenheid kreeg om contacten te leggen aan het front, in Engeland en in Le Havre. In 1916 kon hij terugkeren naar België.

### Voorzitterschappen, lesgever, proost ACV/CSC en gecoöpteerd senator (1916-1946)
In 1918 bracht hij zijn secretariaat over naar Brussel waar hij de naoorlogse arbeidersorganisatie hielp opbouwen en bleef van 1919 tot 1927 proost van het ACV/CSC. Net na de oorlog legde hij ook de basis van een financieel-coöperatieve werking binnen de christelijke arbeidersbeweging. Hieruit evolueerde de Belgische Coöperatie die de organisatie van de samen-aankoop  voor rekening van de gewestelijke coöperatieve maatschappijen als doel had. De Belgische Coöperatie was een van de vijf verbonden van het ACV tot het na 1922 ontbonden werd. In 1920 onderwees pater Rutten katholieke sociale leer aan de School van Politieke en Sociale wetenschappen aan de Universiteit van Leuven en aan het Aartsbisschoppelijk Groot Seminarie van Mechelen. Vanaf zijn verkiezing op 27 december 1921 tot 1946 zetelde hij voor de Katholieke Partij als gecoöpteerd senator in de Belgische Senaat waar hij veel aandacht gaf aan sociale problemen en was tevens lid van de algemene vergadering van de Belgische Katholieke Unie. Hierdoor verminderde zijn directe invloed in de christelijke arbeidersbeweging, maar zijn inbreng was toch nog zeer groot. Zo was hij vanaf 1916 voorzitter en organisator van de Vlaamse en Waalse Sociale Weken, ingericht door het door hem in datzelfde jaar opgerichte Algemeen Secretariaat der Christelijke Sociale Werken waarin de nationale en regionale proosten en de leiders van de Sociale Werken samen kwamen. Rutten was de vertrouwensman van zowel de kerkelijke autoriteiten als van de christelijke arbeiders. Hij had ook contacten met de Belgische koninklijke familie en de hoge financiële milieus. Hierdoor bleef hij veel gezag uitoefenen. In 1924 behaalde hij het doctoraat in de theologie (Lane, 1995), eveneens aan de Katholieke Universiteit Leuven, en kreeg de titel 'Magister in de Godgeleerdheid' (Master in de theologie). In 1925 stichtte Rutten een klooster in Het Zoute en verbleef er tijdens weekends en parlementaire verlofdagen. In 1932 was hij in de Senaat verslaggever van de wet op het taalregime in het lager en middelbaar onderwijs. In 1938 kreeg Rutten een beroerte waarvan hij nooit helemaal recupereerde. Niettegenstaande bleef zijn sinds lang gevestigd gezag overeind. Vanaf 1946 was hij invaliede.
Georges Albert Joannes Maria Rutten overleed te Brussel op 26 mei 1952.

## Publicaties
Pater Georges Ceslas Rutten schreef tussen 1889 en 1945 een honderdtal werken over sociale en godsdienstige onderwerpen.